# 都道府縣道

都道府縣道標誌

都道府縣道（日语：／ Todōfukendō）構成日本各地域的幹線道路網，是道路的一種。路線由各都道府縣區域内的都道府縣知事與該都道府縣議會議決而製定（道路法第7條）。但是通過政令指定都市或其他都府縣區域時則必須通過協議等手續。由「都」（東京都）認定的稱為都道（とどう，Todou）、由「道」（北海道）認定的稱為道道（どうどう，Doudou）、由「府」（大阪・京都府）認定的稱為府道（ふどう，Hudou）、由縣認定的稱為縣道（けんどう，Kendou）。
都道府縣道的管理，由路線所在的都道府縣實行。但是，政令指定都市區域内的由路線所在的市實行。
都道府縣道（政令指定都市内為市道，等級同於台灣的鄉道區道）中，有由國土交通大臣指定的主要道路稱為主要地方道。主要地方道與特例主要地方道以外的都道府縣道又稱為一般都道府縣道。另外，東京都特別區内部完結的都道根據道路法第7條第1項由都知事指定路線，這是特例都道（道路法第89條），但實質上與一般都道相同。
縣道當中有些沒有行車線、沒鋪裝、或車輛無法通行的登山道區間（京都府道782號・滋賀縣道781號醍醐大津線）等，俗稱為「險道」（府道為「怖道」或「腐道」、國道為「酷道」；都是取其漢字讀音的同音字）。

## 條件
都道府縣道的認定條件（特例都道除外）：
1. （主要地）
  1. 主要地與主要地間連接的道路
  2. 主要地與灣岸（含漁港）間連接的道路
  3. 主要地與飛行場間連接的道路
  4. 主要地與主要停車場間連接的道路
  5. 主要地與主要觀光地間連接的道路
2. （主要港）
  1. 主要港與主要停車場間連接的道路
  2. 主要港與主要觀光地間連接的道路
3. 主要停車場與主要觀光地間連接的道路
4. （二以上的市町村）
  1. 二以上的市町村與主要地間連接的道路
  2. 二以上的市町村與主要港間連接的道路
  3. 二以上的市町村與主要停車場間連接的道路
5. （國道等）
  1. 主要地與高速自動車國道、國道或之前各路線相連接的道路
  2. 主要港與高速自動車國道、國道或之前各路線相連接的道路
  3. 主要停車場與高速自動車國道、國道或之前各路線相連接的道路
  4. 主要觀光地與高速自動車國道、國道或之前各路線相連接的道路
6. 地方開發所必要的道路

主要地：市或人口5000以上的町。
主要港：港灣法第2条第2項規定的重要港灣和地方港灣，漁港漁場整備法（舊稱・漁港法）第5条規定的第二種漁港和第三種漁港，飛行場。
主要停車場：鐵路等軌道交通車輛的主要停車場與停留場（日語中的停車場與中文有不同意義，這裡指的是鐵路車站、信號場、調車場、車廠）。